# Младен Кашчелан
Младен Кашчелан (чорн. Mladen Kašćelan, нар. 13 лютого 1983, Котор) — чорногорський футболіст, півзахисник клубу «Арсенал» (Тула).

## Клубна кар'єра
У дорослому футболі дебютував 2000 року виступами за «Бокель», в якому провів два сезони, взявши участь у 54 матчах чемпіонату.
Протягом 2002–2003 років був у складі дортмундської «Боруссії», але грав лише за дублюючу команду.
Своєю грою привернув увагу представників тренерського штабу «Карлсруе СК», до складу якого приєднався влітку 2003 року. Відіграв за клуб з Карлсруе наступний сезон своєї ігрової кар'єри.
Згодом грав у складі клубів ОФК (Белград), «Спартак» (Суботиця), «Вождовац» та ЛКС (Лодзь).
Влітку 2009 року уклав трирічний контракт з львівськими «Карпатами», проте за півроку провів лише три матчі у чемпіонаті й один у кубку, тому вже на початку 2010 року підписав контракт з «Ягеллонією».
У серпні 2011 року Кашчелан був переданий на правах оренди до клубу ЛКС (Лодзь), за який зіграв 11 ігор. У грудні 2011 року через фінансові проблем клуб повернувся Білосток.
23 січня 2012 року Младен був відданий на шестимісячну оренду з можливістю першого викупу в болгарський клуб «Лудогорець». Наразі встиг відіграти за команду з міста Разграда 10 матчів у національному чемпіонаті.

## Виступи за збірну
6 червня 2009 року дебютував в офіційних іграх у складі національної збірної Чорногорії в матчі кваліфікації на ЧС-2010 проти збірної Кіпру, що завершився з рахунком 2-2.
Наразі провів у формі головної команди країни 18 матчів.

## Титули і досягнення
- Чемпіон Болгарії (1):

«Лудогорець»: 2011-12
- Володар Кубка Болгарії (1):

«Лудогорець»: 2011-12
- Володар Суперкубка Польщі (1):

«Ягеллонія»: 2010